# Metastrongylus elongatus
Metastrongylus elongatus (veelgebruikt synoniem: Metastrongylus apri (Gmelin 1780)) is een veel voorkomende soort longworm bij varkens. De volwassenen worm kan tot 55 mm lang worden. Deze komt voor in luchtpijpvertakkingen van varkens.

## Levenscyclus
De volwassen longwormen leven in de longen van de gastheer (het varken). De eitjes worden afgezet in de vertakkingen van de luchtpijp, opgehoest en komen via de mond in het maag-darmstelsel van het dier en worden daarna uitgescheiden. Eenmaal op de grond worden de eitjes opgegeten door regenwormen. In de regenworm komen de eitje uit en doorlopen daar in tien dagen drie verschillende larvestadia. In het derde stadium kunnen zij opnieuw varkens infecteren als deze de geïnfecteerde regenwormen eten. De larven kunnen jarenlang in regenwormen verblijven. Eenmaal ingeslikt door het varken, dringen de larven door de wanden van het maag-darmstelsel en bereiken via de lymfeklieren en de bloedsomloop de longen. Tijdens dit proces doorloopt de larve nog twee stadia. De cyclus is nu rond, de wormen kunnen drie tot vier weken in de longen verblijven en dan voor nieuwe infecties zorgen.

## Diagnose en behandeling
Door de aanwezigheid van wormen en eitjes gaat het varken hoesten. De eitje kunnen met microscopisch onderzoek in de uitwerpselen worden waargenomen. 
Deze worm krijgt alleen een kans als de varkens toegang hebben tot regenwormen, dus niet in betonnen stallen.
Varkens kunnen ook besmet raken in weilanden waar eerder besmette varkens hebben rondgelopen omdat de regenwormen dan nog infectieve larvestadia van de longworm bevatten.
Er bestaan diverse anti-wormmiddelen waarmee het varken behandeld kan worden waaronder het breedspectrummiddel Fenbendazol. 